# Josip Ćorić
Josip Ćorić (Zagabria, 9 novembre 1988) è un calciatore croato naturalizzato bosniaco, centrocampista della Dinamo Odranski Obrež.
Ha anche un fratello minore, Ante, anch'egli calciatore.

## Carriera

### Club
Il 1º luglio 2015 viene acquistato dalla Lokomotiva Zagabria.

### Nazionale
Ha giocato nella nazionale bosniaca Under-21.